# 今須トンネル
今須トンネル（いますトンネル）は、岐阜県不破郡関ケ原町にある名神高速道路上のトンネルである。

## 概要
関ヶ原IC - 米原JCT間に位置し、名神の難所である。かつては、上り線に旧ルートが存在したが、急カーブによる事故が多発していたため1978年に現在のルートに入れ替わっている。旧ルート区間については、現在はNEXCO中日本の管理用施設となっている。当トンネル前後は、急カーブが連続するため「今須カーブ」と言われ、上り線のトンネル内からカーブ区間は車線変更禁止である。

## 歴史
- 1964年（昭和39年）4月12日 : 名神高速道路 関ヶ原IC - 栗東IC間が開通。
- 1976年（昭和51年）7月 : 新ルートの工事を開始。[1][2]
- 1977年（昭和52年）
  - 8月2日 : 下り線トンネルが貫通。[1]
  - 8月29日 : 上り線トンネルが貫通。[1]
- 1978年（昭和53年）
  - 7月28日 : 上り線トンネルを含む新ルートが供用。[3][2]
  - 10月2日 : 下り線トンネルを含む新ルートが供用。[4]

## 隣
E1 名神高速道路
(27) 関ヶ原IC - 今須トンネル - 伊吹PA - (27-1) 米原JCT - (28) 彦根IC